# Сидоренко, Алла Александровна
Алла Александровна Сидоренко (род. 11 сентября 1995 года) — российская гимнастка.

## Карьера
Родилась в Печоре. Тренироваться начала в шесть лет. Первый тренер — Воликова Татьяна Анатольевна. Когда Алле было одиннадцать лет, семья была вынуждена переехать в Белгород. Тренировалась у Натальи Юрьевны Семеновой.
Серебряный призер чемпионата России 2012 года в составе команды ЦФО.
В 2012 году переехала в Санкт-Петербург. Тренируется под руководством заслуженных тренеров СССР и России — Виктора Николаевича Говриченкова и Тамары Николаевны Ятченко.
Обладатель золота и серебра Кубка России, бронзы чемпионата России в составе сборной Санкт-Петербурга.
Победительница Универсиады в командном первенстве.